# St. Bonifatius (Pfullendorf)

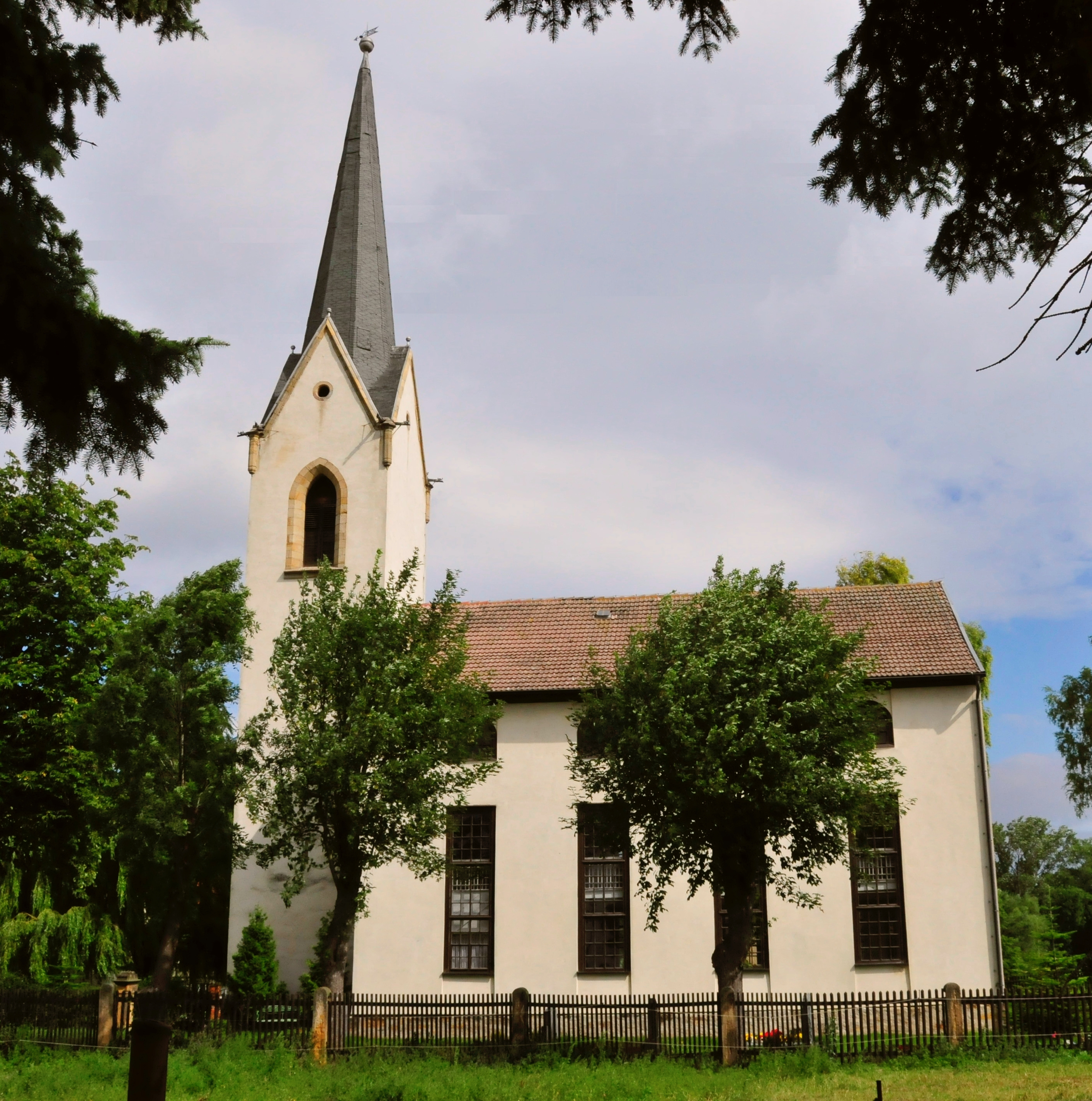
Die St.-Bonifatius-Kirche in Pfullendorf

Die St.-Bonifatius-Kirche ist eine evangelische Kirche im Ortsteil Pfullendorf der Gemeinde Nessetal im Landkreis Gotha in Thüringen.

## Geschichte
1541 wurde erstmals eine Kirche „Zur lieben Frauen“ in Pfullendorf erwähnt. Von 1831 bis 1832 wurde sie durch die heutige nach Bonifatius benannte Saalkirche ersetzt. Seit dem 1. Mai 1912 werden die Pfarrstellen Hausen, Pfullendorf und Bufleben zusammen in Bufleben verwaltet. Am 22. April 1923 wurde auf dem zur Kirche gehörenden Friedhof ein Kriegerdenkmal geweiht.

## Ausstattung
Zwei im Turm hängende Glocken sind von 1728, eine der beiden wurde 1839 umgegossen, da sie gesprungen war. Am 16. Juni 1917 wurde die große Glocke im Kirchturm zerschlagen und zusammen mit den Zinnpfeifen der Orgel für den Kriegsbedarf eingeschmolzen.
Die Orgel aus dem Jahr 1711 wurde in der Werkstatt von Johann Christoph Thielemann gebaut. 1852 stiftete Johann Friedrich Marksohn den gläsernen, mit Bronze verzierten Kronleuchter mit acht Lichtern.
Der an der Westseite des Kirchenschiffes mittig stehende Kirchturm wurde 1703 und 1863 saniert. 1863 wurde die nördliche Kirchturmmauer wegen eines Risses neu hochgezogen. Am 25. Oktober 1863 wurde der neue Turmknopf von Kupferschmied Mälzer aus Gotha gefertigt und nebst der verschönerten Fahne aufgesetzt.
1906 wurde eine neue, genau gehende Turmuhr eingebaut. Im Oktober 1934 erhielt der Kirchturm ein neues Schieferdach, und der Turmknopf wurde mitsamt den vier Eckknöpfen vergoldet. Im November 1948 wurde am großen Turmknopf ein Durchschuss repariert und das Hakenkreuz entfernt.